# 十津川花園村
十津川花園村（とつかわはなぞのむら）は奈良県吉野郡にあった村。現在の十津川村の北部、風屋ダムの周辺にあたる。

## 地理
- 山岳：釈迦ヶ岳、大日岳、天狗山、地蔵岳、涅槃岳、中八人山、石佛山、法主尾山、高時山
- 河川：十津川、滝川

## 歴史
- 1889年（明治22年）4月1日 - 町村制の施行により、川津村・風屋村・滝川村・内原村・野尻村・山崎村・池穴村の区域をもって発足。
- 1890年（明治23年）6月19日 - 西十津川村・北十津川村・南十津川村・東十津川村・中十津川村と合併して十津川村が発足。同日十津川花園村廃止。